# زوئی آرانسینی
زوئی آرانسینی (انگلیسی: Zoe Arancini؛ زادهٔ ۱۴ ژوئیهٔ ۱۹۹۱) بازیکن زن واترپلو اهل استرالیا است.
وی در مسابقات کشوری و بین‌المللی در مجموع برندهٔ ۱ مدال طلا، ۴ مدال نقره، ۳ مدال برنز شده است.